# Platyarthrus schoebli
Platyarthrus schoebli là một loài chân đều trong họ Platyarthridae. Loài này được Budde-Lund miêu tả khoa học năm 1879.